# Commission d'enquête sur la mesure des émissions dans le secteur de l'automobile
La commission d'enquête sur la mesure des émissions dans le secteur de l'automobile (EMIS) est une commission spéciale (d'enquête) du Parlement européen.

## Contexte
La commission d'enquête temporaire a été instituée en février 2016 sur la mesure des émissions dans le secteur de l'automobile, à la suite du scandale révélé initialement aux États-Unis concernant plusieurs constructeurs automobiles allemands (puis d'autres constructeurs de plusieurs pays) sur leurs possibles pratiques de falsification des résultats de tests de conformité des véhicules aux normes visant à réduire leurs émissions en gaz et particules polluantes, et sur la façon de renforcer ces normes et les processus de certification.
Cette création fait suite à la décision du Parlement européen du 16 décembre 2015 portant sur la constitution, les attributions, la composition et la durée du mandat de la commission d'enquête.

## Objectifs
La commission devra enquêter sur les allégations selon lesquelles la Commission européenne aurait méconnu l'obligation qui lui incombait de vérifier les procédures de tests utilisés pour mesurer les émissions et, dès lors qu'ils ne seraient plus adéquats ou ne reflèteraient plus la réalité des niveaux d'émissions, de les adapter afin qu'ils reflètent les émissions générées en situation réelle de conduite, parce que la Commission européenne a été informée, à la suite de deux rapports publiés en mai 2014 pour 2011 et 2013 produits par le Centre commun de recherche de la Commission et des recherches du Conseil international des transports propres (International Council on Clean Transport, ICCT), de dépassements importants et persistants des limites européennes d'émission des véhicules en situation de conduite normale.
Pour cela, elle devra :
- enquêter sur les possibles manquements par la Commission et les autorités des États membres pour contrôler et renforcer effectivement l'interdiction d'utiliser des systèmes d'invalidation ou de falsification des mesures ;
- enquêter sur la possible absence de mise en place par la Commission de procédures de mesure des niveaux d'émission en condition réelle et de protocole visant à rendre inopérant les systèmes d'invalidation ou de falsification ;
- enquêter sur la possible absence d'instauration par les États membres de sanctions réellement dissuasives contre les constructeurs, notamment concernant l'installation interdite de tels systèmes sur les véhicules et la falsification des procédures de test de conformité pour l'agrément des véhicules produits.
- enquêter sur la possible absence de garantie d'application par les États membres des sanctions consécutives à la suite du constat d'opérations frauduleuses sur les véhicules ou lors des tests de conformité aux normes ;
- recueillir et analyser les éléments permettant de déterminer si la Commission ou les États membres avaient eu connaissance ou disposaient d'éléments laissant supposer l'utilisation de systèmes frauduleux d'invalidation des mesures d'émission de CO2, avant que l'Agence américaine de protection de l'environnement (Environmental Protection Agency, EPA) constate ces infractions  le 18 septembre 2015 et sanctionne très sévèrement plusieurs constructeurs (y compris européens) ;
- recueillir et analyser les conditions d'application par les États membres des directives et normes européennes visant à réduire les émissions ;
- formuler de nouvelles recommandations pour renforcer dans l'Union l'application des normes de réduction des émissions polluantes.

La commission d'enquête devra présenter au Parlement un rapport intermédiaire après au plus 6 mois d'activité et le finaliser dans les 12 mois.

## Membres de la commission
La commission comprend 45 membres, en majorité issus du PPE (chrétiens-démocrates). Ils doivent élire leur président et jusqu'à 4 vice-présidents, ainsi que leur(s) rapporteurs, durant leur première réunion au mois de février 2016.
| Nom                                   | Position au sein de la commission | Pays               | Groupe    |
| ------------------------------------- | --------------------------------- | ------------------ | --------- |
| Ivo Belet                             |                                   | Belgique           | PPE       |
| Ildikó Gáll-Pelcz                     |                                   | Hongrie            | PPE       |
| Jens Gieseke                          |                                   | Allemagne          | PPE       |
| Françoise Grossetête                  |                                   | France             | PPE       |
| Arturs Krišjānis Kariņš               |                                   | Lettonie           | PPE       |
| Marian-Jean Marinescu                 |                                   | Roumanie           | PPE       |
| Cláudia Monteiro de Aguiar            |                                   | Portugal           | PPE       |
| Franck Proust                         |                                   | France             | PPE       |
| Massimiliano Salini                   |                                   | Italie             | PPE       |
| Sven Schulze                          |                                   | Allemagne          | PPE       |
| Ivan Štefanec                         |                                   | Slovaquie          | PPE       |
| Róża Gräfin von Thun und Hohenstein   |                                   | Pologne            | PPE       |
| Wim van de Camp                       |                                   | Pays-Bas           | PPE       |
| Pablo Zalba Bidegain                  |                                   | Espagne            | PPE       |
| Níkos Androulákis                     |                                   | Grèce              | S&D       |
| José Blanco López                     |                                   | Espagne            | S&D       |
| Miriam Dalli                          |                                   | Malte              | S&D       |
| Seb Dance                             |                                   | Royaume-Uni        | S&D       |
| Ismail Ertug                          |                                   | Allemagne          | S&D       |
| Karin Kadenbach                       |                                   | Autriche           | S&D       |
| Massimo Paolucci                      |                                   | Italie             | S&D       |
| Christine Revault d'Allonnes-Bonnefoy |                                   | France             | S&D       |
| Christel Schaldemose                  |                                   | Danemark           | S&D       |
| Olga Sehnalová                        |                                   | République tchèque | S&D       |
| Kathleen Van Brempt                   |                                   | Belgique           | S&D       |
| Carlos Zorrinho                       |                                   | Portugal           | S&D       |
| Daniel Dalton                         |                                   | Royaume-Uni        | CRE       |
| Mark Demesmaeker                      |                                   | Belgique           | CRE       |
| Hans-Olaf Henkel                      |                                   | Allemagne          | CRE       |
| Remo Sernagiotto                      |                                   | Italie             | CRE       |
| Kosma Złotowski                       |                                   | Pologne            | CRE       |
| Dita Charanzová                       |                                   | République tchèque | ADLE      |
| Fredrick Federley                     |                                   | Suède              | ADLE      |
| Gerben-Jan Gerbrandy                  |                                   | Pays-Bas           | ADLE      |
| Dominique Riquet                      |                                   | France             | ADLE      |
| Kateřina Konečná                      |                                   | République tchèque | GUE/NGL   |
| Merja Kyllönen                        |                                   | Finlande           | GUE/NGL   |
| Neoklís Sylikiótis                    |                                   | Chypre             | GUE/NGL   |
| Karima Delli                          |                                   | France             | Verts/ALE |
| Bas Eickhout                          |                                   | Pays-Bas           | Verts/ALE |
| Rebecca Harms                         |                                   | Allemagne          | Verts/ALE |
| Eleonora Evi                          |                                   | Italie             | ELDD      |
| Roger Helmer                          |                                   | Royaume-Uni        | ELDD      |
| Jean-François Jalkh                   |                                   | France             | ENL       |
| Georg Mayer                           |                                   | Autriche           | ENL       |